# Schreckbichl

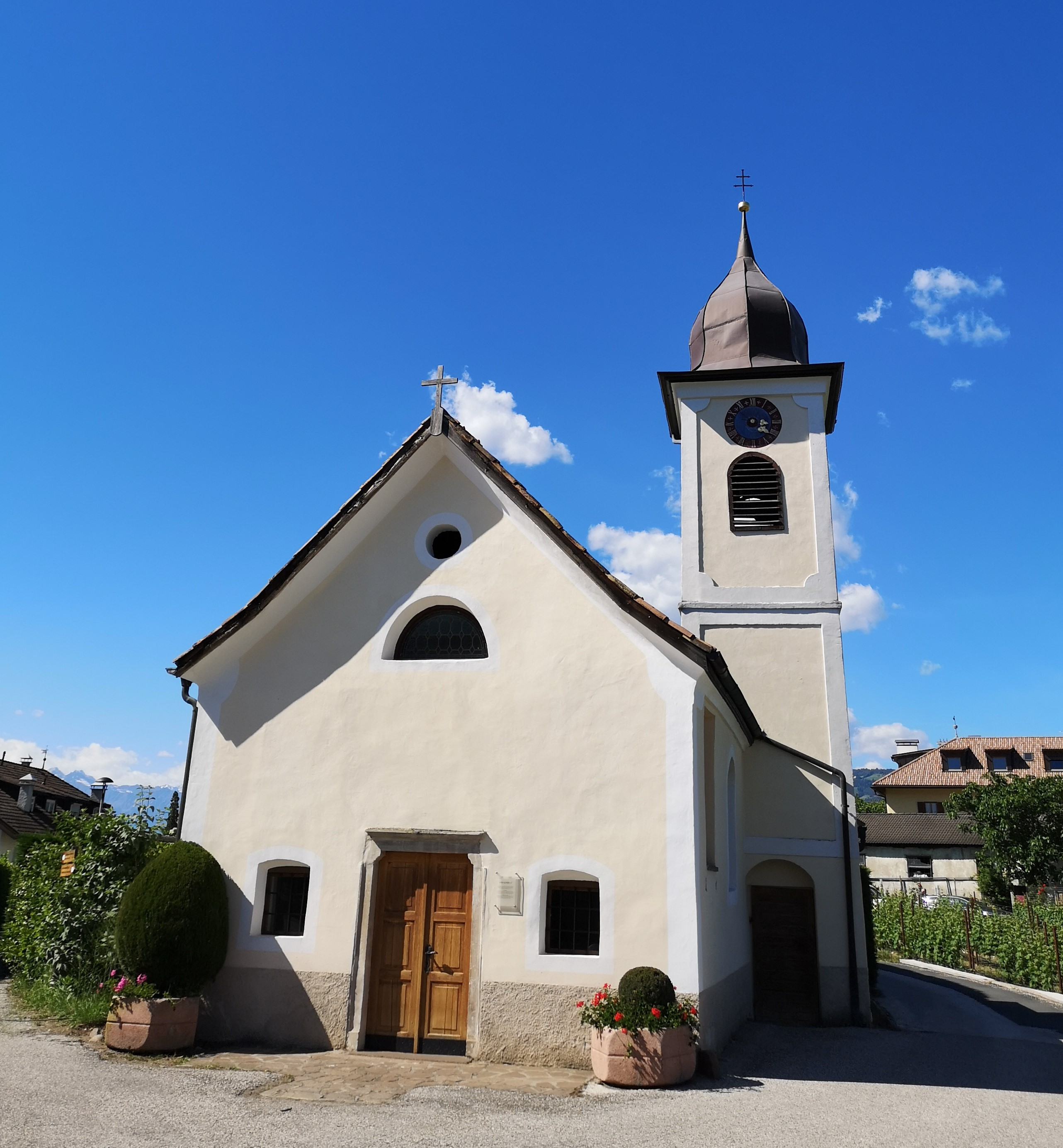
Die Heilig-Kreuz-Kapelle in Schreckbichl bei Girlan von Süden

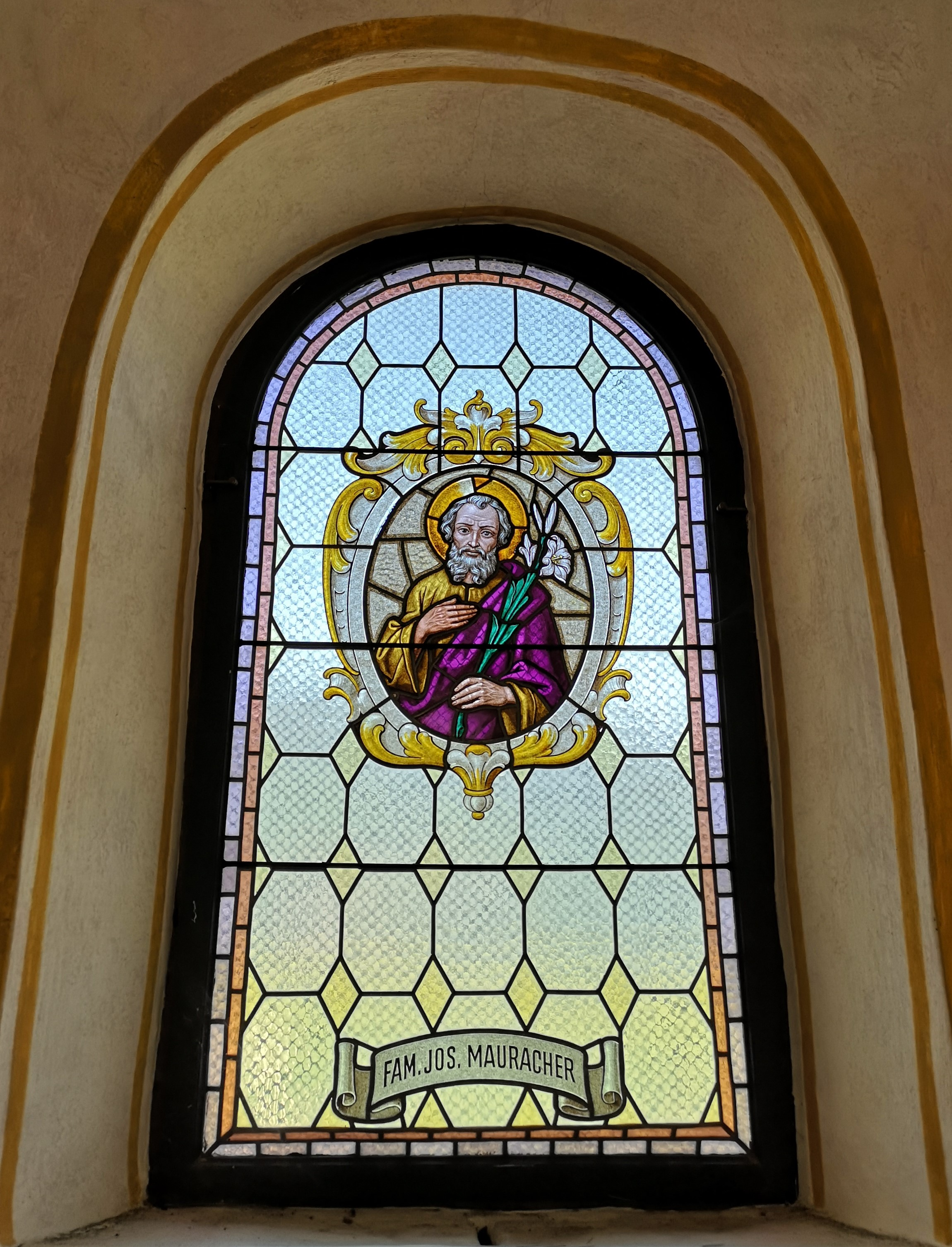
Glasfenster der Familie Mauracher in der Heilig-Kreuz-Kapelle mit der Darstellung des Hl. Joseph

Schreckbichl (seltener auch Schreckbühel) ist ein Ortsteil von Girlan, einer nahe Bozen gelegenen Fraktion der Gemeinde Eppan im Überetsch in Südtirol (Italien). Die verstreute Siedlung liegt auf 474 m s.l.m. leicht erhöht gegenüber der Girlaner Ortsmitte am nördlichen Ausläufer des Mitterbergs (am Übergang zum Kaiserberg) und wird südlich vom Wilder-Mann-Bühel (643 m s.l.m.) überragt.
Der Ort ist weinwirtschaftlich bedeutsam und durch die Kellerei Schreckbichl überregional bekannt.

## Name
Der Ortsname ist auf althochdeutsch scrēcchôn in der Bedeutung „springen“ und schreck („hervorragender Fels“) zurückzuführen, meint also eine Siedlung auf einer hervorragenden Geländeerhebung. Im Jahr 1355 ist mit Chunradus dictus Geislitz de Niderschrechpuhel auch der seither abgegangene Ortsteilname Niederschreckbichl urkundlich bezeugt.

## Geschichte
Schreckbichl wird bereits im 12. Jahrhundert ersturkundlich genannt. Die älteste Erwähnung verdankt sich einer Traditionsnotiz des hier begüterten Klosters Baumburg aus den Jahren 1139–1145, in der ein Wernhere de Screcbuhilen als Zeuge aufscheint. Die Örtlichkeit wird auch im Gesamttiroler Urbar Graf Meinhards II. von 1288 als ze Schrekelpuhel genannt, da der Landesfürst hier über abgabenpflichtigen Besitz verfügte. Aus dem Jahr 1324 ist ein Verzeichnis von Angehörigen der Gemeinde Girlan und von Schreckbichl (universitas ville Guerlan et loci Schreckpuhel) überliefert, in dem Vertreter der Gemeinde dem Kloster Stams Gemeindeland abtreten. Auch das Heiliggeistspital Bozen war zw Schrekchpichel begütert.

## Sehenswürdigkeiten
Die Ortsmitte ist durch die aus dem frühen 19. Jahrhundert rührende Heilig-Kreuz-Kapelle bestimmt. Der einfache Bau mit gerade abschließendem Chor, Lünetten- und Rundbogenfenstern wurde 1823 um den Turm mit Glockenhaube ergänzt und benediziert. Die Fresken mit dem hl. Urban (an der Decke), dem Lamm Gottes und der Kreuzigung Christi (in der Apsis) stammen von Albert Stolz und wurden 1937 ausgeführt. Die Kirche wurde 1977 unter Denkmalschutz gestellt.
Das Ortsbild wird wesentlich durch Weinhöfe bestimmt; darunter befinden sich die Hofstellen Fischer, Frisch, Harrer,  Ebner und Marklhof, letzterer einst im Besitz von Kloster Steingaden und heute von Kloster Neustift.